# White Pocket
White Pocket está localizado geograficamente nos Monumentos Grand Staircase Escalante, no Arizona, e geologicamente no Planalto do Colorado. O arenito Navajo é exposto no planalto como montes e cristas. Estes são principalmente remanescentes erosivos avermelhados, mas aqueles remanescentes em White Pocket são cobertos com uma camada branca aparecendo como "Cauliflower Rock" (em português:  "Rocha couve-flor"; ver imagem abaixo). Esta camada branca torna esta área única e, portanto, é chamada de White Pocket.

## Origem
Na exposição da superfície, a "Rocha couve-flor", que parece estar entrelaçada com a formação subjacente (ver imagem abaixo), foi interpretada como uma formação contorcida e, portanto, motivou duas escolas de pensamento para os extraordinários processos geológicos em White Pocket. Alguns geólogos proclamam que White Pocket resulta de deformação de sedimentos moles, outros sugerem que deslizamentos de terra em larga escala gerados por terremotos foram responsáveis. Ambos atribuíram à deformação estrutural envolvida na formação da aparente "formação contorcida".
Deformação de sedimentos moles em pequena escala em afloramentos é bastante comum e foi relatada localmente na região do Glen Canyon, e no Parque Nacional de Zion. A deformação regional de sedimentos moles, como aquelas interpretadas em White Pocket, é rara e requer mecanismos geológicos para induzir tal deformação. Marc Deshowitz (2011) interpretou que o sismo criou uma massa de areia, que é o atual arenito branco branqueado sem características ou "Rocha couve-flor" na superfície. Ele atribuiu as características "contorcidas" aparentes a estruturas de escape de fluidos como vulcão de areia.
Evidências convincentes fornecidas em um recente relatório de pré-impressão por Chen (2024) no entanto, indicaram que a "Rocha couve-flor" é uma característica deposicional, representando uma crosta de intemperismo excessivamente espessa, que é formada em regiões áridas pela deposição de minerais, derivados da elevação das águas subterrâneas. A rocha é revestida ou sustentada por estratificação não perturbada (ver imagens), demonstrando pouca perturbação estrutural na formação da massa branca. A aparência de "formação contorcida" na rocha é, de fato, gerada pela exposição de conjuntos de estratificação cruzada não perturbados em superfícies de paisagens com diferentes curvaturas e orientações. Vários graus de desenvolvimento da crosta de intemperismo também foram observados, uma evidência clara do processo deposicional (ver imagens).[carece de fontes?]

## Galeria

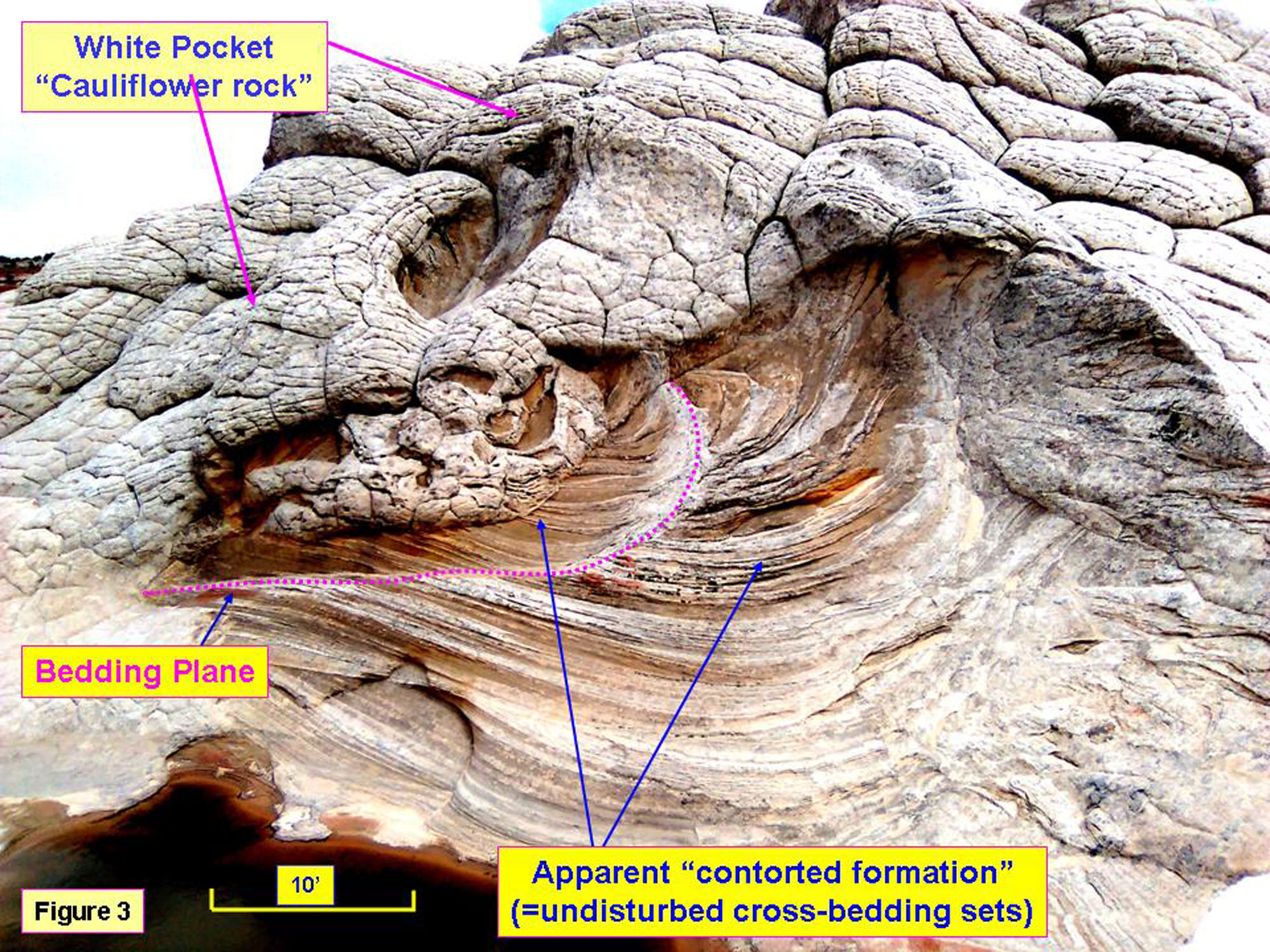
Rocha de couve-flor
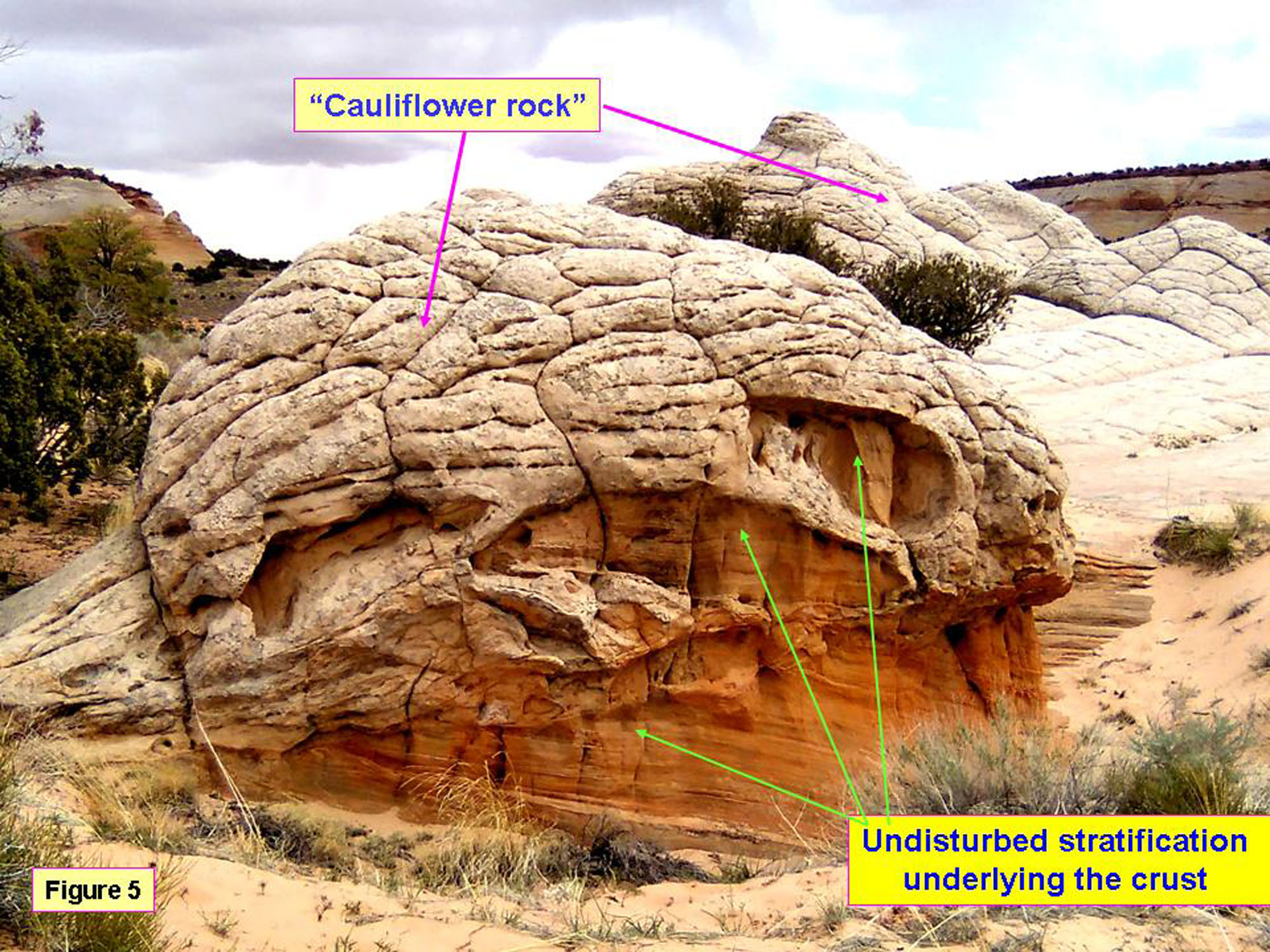
Estratificação dentro da cortina de rocha da couve-flor
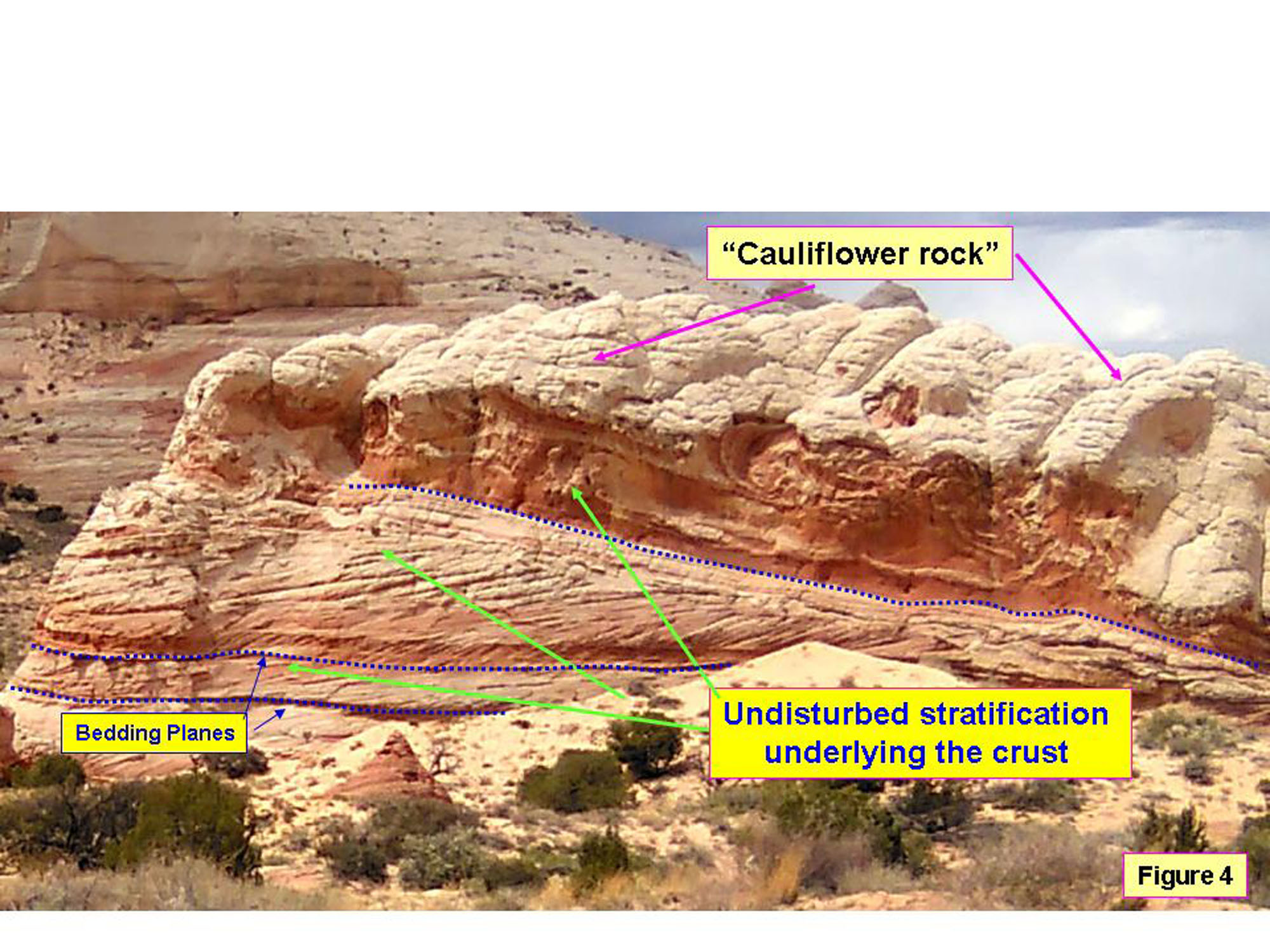
Estratificação abaixo da rocha da couve-flor
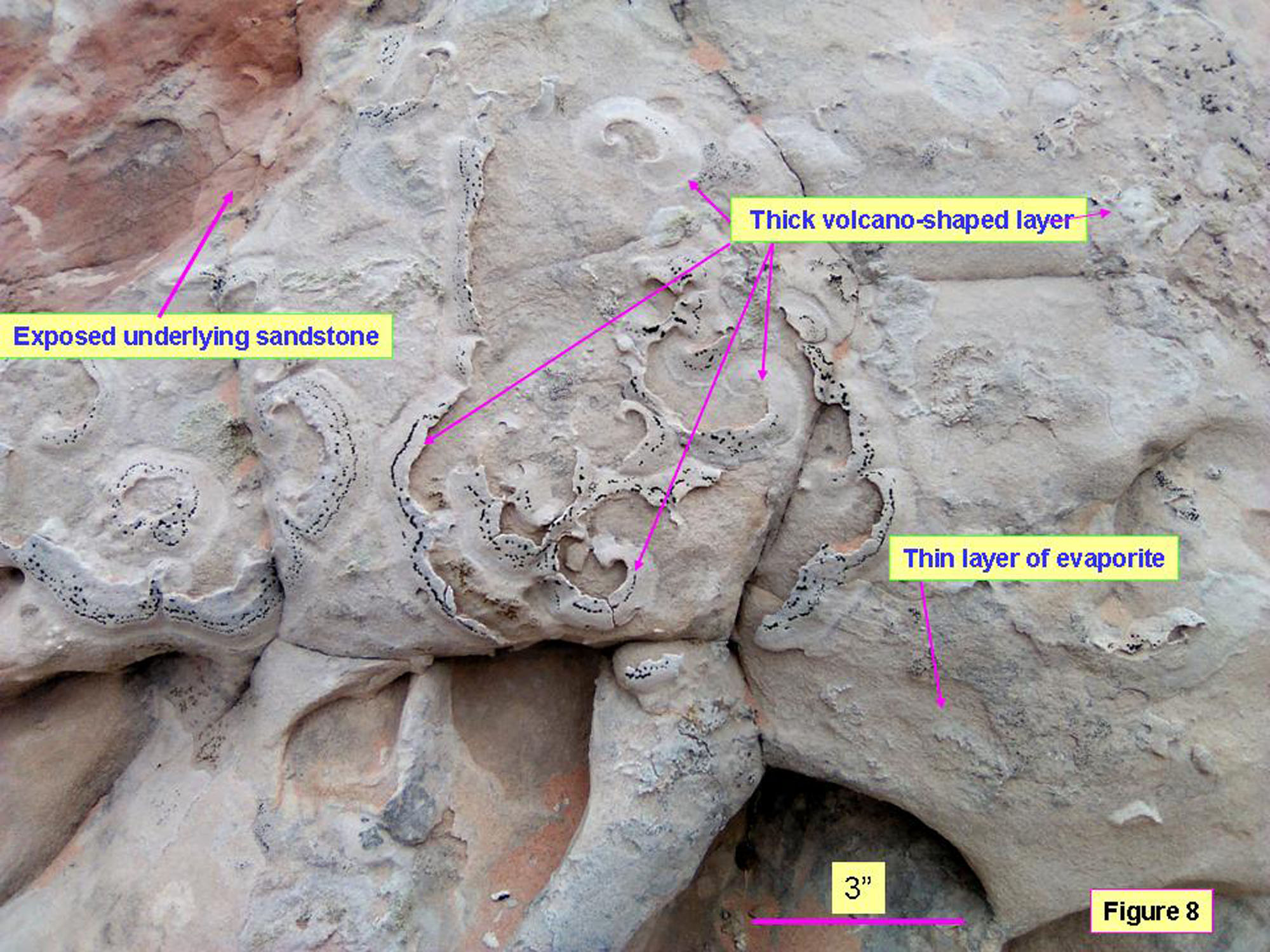
Desenvolvimento inicial da crosta
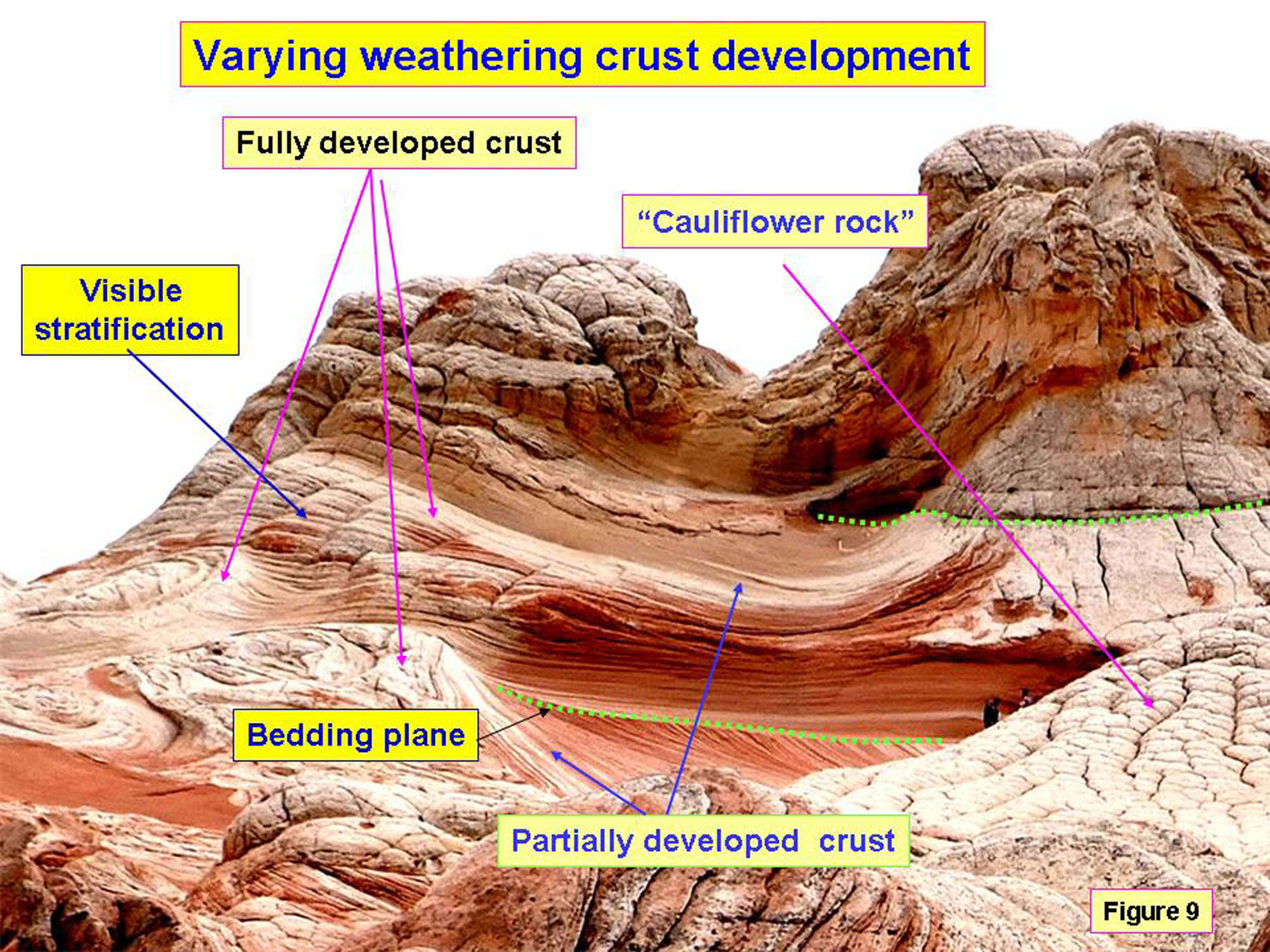
Desenvolvimento variável da crosta em White Pocket
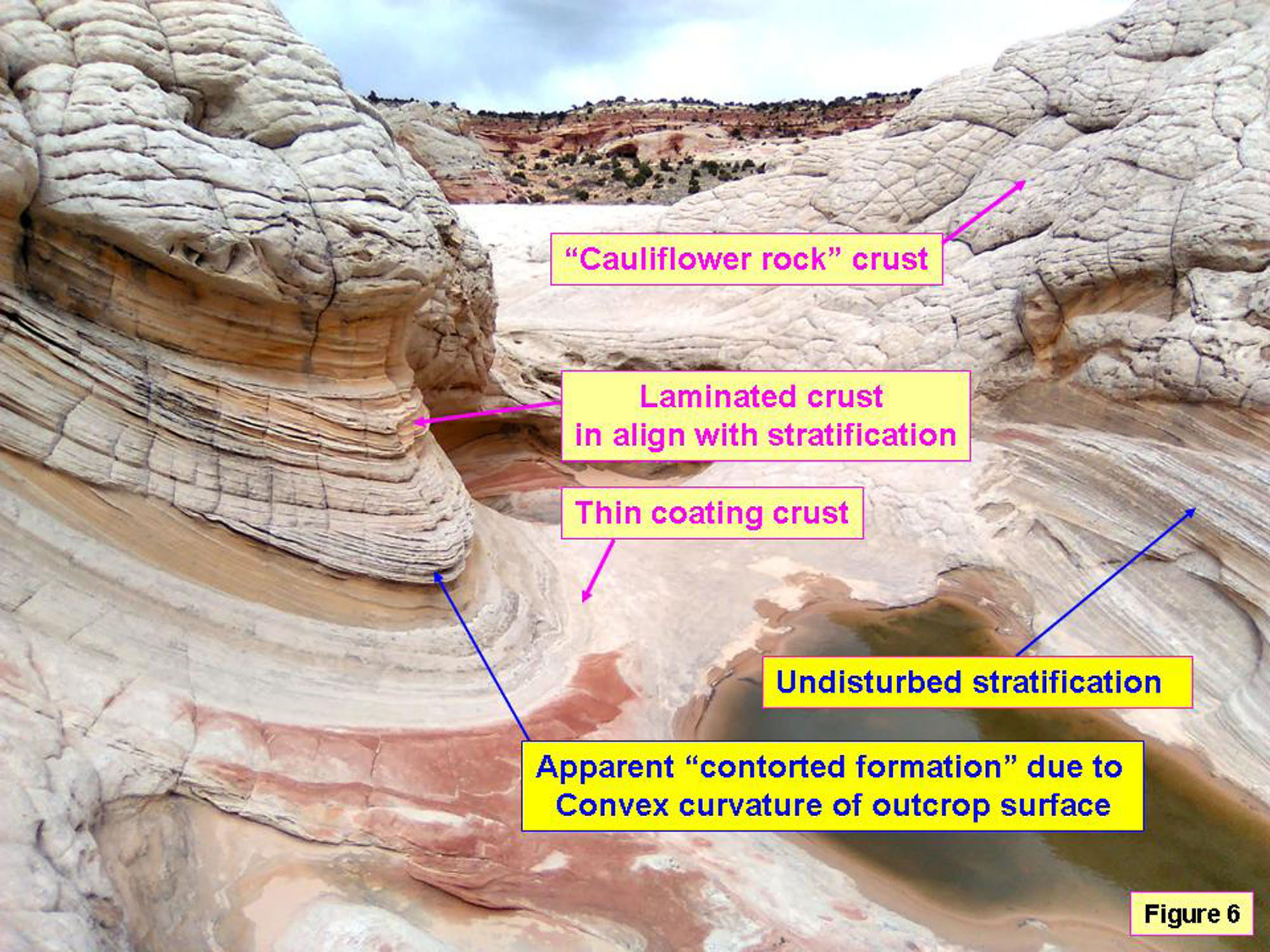
Crosta laminada alinhada com a estratificação